# ابوذر ابراهیمی ترکمان
ابوذر ابراهیمی ترکمان (زاده ۱۳۴۷ تهران) سفیر کنونی جمهوری اسلامی ایران در کشور بوسنی و هرزگوین می‌باشد.
او رئیس سازمان فرهنگ و ارتباطات اسلامی از دی ۱۳۹۲ تا آبان ۱۴۰۰ بوده است.
وی دارای تحصیلات دانشگاهی و مدرک دکترای تخصصی در رشته حقوق خصوصی می‌باشد و در همین رشته در دانشگاه تدریس می‌نماید.
ابراهیمی در دی ۱۳۹۲ باحکم علی جنتی وزیر فرهنگ و ارشاد اسلامی به ریاست سازمان فرهنگ و ارتباطات اسلامی برگزیده شد.

## سوابق کاری
از جمله سوابق اجرایی وی، وابسته فرهنگی سفارت جمهوری اسلامی ایران در آنکارا سال ۱۳۷۵–۱۳۷۶، وابسته فرهنگی سفارت جمهوری اسلامی ایران در عشق آباد ۱۳۷۶–۱۳۸۱، عضو شورای سردبیری مجله در گستره فرهنگ بین‌الملل، معاون اداره کل فرهنگی آسیا و اقیانوسیه در سازمان فرهنگ و ارتباطات اسلامی، مدیرکل فرهنگی آسیا و اقیانوسیه در سازمان فرهنگ و ارتباطات اسلامی و رایزنی فرهنگی در فدراسیون روسیه از اسفند ۱۳۸۶ تا شهریور ۱۳۹۲ از جمله سوابق اجرایی ابراهیمی ترکمان است.
وی مدت ۸ سال نیز رئیس شورای سیاستگذاری گفت و گوی ادیان بوده است.
او همچنین عضو هیئت علمی گروه حقوق خصوصی دانشگاه آزاد اسلامی واحد علوم و تحقیقات تهران می‌باشد.
وی همچنین دو سال به عنوان رایزن فرهنگی نمونه در سال‌های ۱۳۸۷ و ۱۳۸۹ انتخاب شده است.

## آثار و تالیفات
از جمله آثار و تالیفات وی نیز می‌توان به «غیرممکن شدن اجرای مفاد قرارداد در حقوق ایران و انگلیس چاپ انتشارات مجد»، «سرزمین شب‌های سفید»، «لطیفه‌های قرآنی»، «حکایت ۳ شهر در خصوص شهرها و مشاهیر اسلامی خراسان بزرگ»، «داستان دانشوران به زبان روسی چاپ انتشارات بین‌المللی الهدی ۲۰۰۳»، «فدراسیون روسیه ۱۳۹۱ انتشارات امیرکبیر»، «آداب و رسوم مردم روسیه ۱۳۹۱ انتشارات الهدی»، «راه رفتن با کفش‌های تولستوی انتشارات علمی و فرهنگی ۱۳۹۲»، «احزاب سیاسی روسیه معاصر انتشارات آکادمی صلح ۱۳۹۲»، «تفاوت‌ها و همانندی‌های اتجاد جماهیر شوروی و فدراسیون روسیه ۱۳۹۵ انتشارات اطلاعات» و «اسلام و مسلمانان روسیه در حال انتشار» اشاره کرد.
بیش از یکصد مقاله علمی به زبانهای فارسی، انگلیسی، روسی، ترکمنی و ترکی استانبولی به قلم ابوذر ابراهیمی در مطبوعات داخل و خارج از کشور به چاپ رسیده است.